# 奇异人生：暴风前夕
《奇异人生：暴风前夕》是由Deck Nine开发、史克威尔艾尼克斯欧洲发行的章回体图形冒险游戏，于2017年末登陆Microsoft Windows、PlayStation 4和Xbox One平台，2018年3月向豪华版买家开放豪华版。游戏是《奇异人生》第二部作品，为前作的前传，讲述16岁女士歌露儿·普莱斯和瑞秋·安波尔的故事。玩家在大多数时候利用对话树系统或与周围环境进行互动来推进游戏。游戏于2018年末移植到Linux、MacOS、Android和iOS平台。游戏的复刻版收录于《奇异人生 复刻版合集》，于2022年2月发布。
Deck Nine于2016年开始利用Unity开发游戏。在前作中为歌露儿配音的阿什莉·伯奇受2016–17年游戏配音演员罢工潮影响，未在本作中再度配音，直到工潮结束，才在额外章节中重新上阵。英国独立乐团女兒樂團为游戏谱曲。游戏获得普遍好评，角色、主题与剧情获得赞赏，但剧情漏洞、主要关系及游戏临近结束时玩家所做选择的影响被批评。

## 游戏玩法

玩家为歌露儿所做的选择会影响到后续的对白及事件。

《奇异人生：暴风前夕》是一款第三人称图像冒险游戏。与前作不同，本作没有时间旅行元素。游戏发生于《奇异人生》事件的三年前，玩家控制16岁的歌露兒·普萊斯。当玩家进行对话或评论时，会出现一个对话树。玩家偶然间的决定可能会改变后续事件的结局。环境也是可互动元素，其中墙壁可以涂鸦。

## 剧情
16歲的歌露兒·普萊斯在她的家鄉奧勒岡州阿卡迪亞灣，偷偷地潛入火行者樂團在舊木材廠的演唱會。當她和兩名男子發生衝突時，瑞秋·安布爾成功地引開注意，並和她一起逃出。隔天，歌露兒和瑞秋在布萊克威爾學院重逢，她們決定翹課，搭上貨運列車並前往一座公園。她們通過公園裏的取景器看到一男一女接吻，瑞秋突然感覺不舒服。兩人偷了一瓶酒，然後走到一片垃圾場。歌露兒對瑞秋的情緒變化不知所措。瑞秋後來告訴歌露兒，她們在公園裏看到的那個男的是她爸爸詹姆斯，而那個女的卻不是她媽媽。瑞秋把全家福點火燒掉，扔到了垃圾桶裏，憤怒地把垃圾桶踢倒，引發了山火。
翌日，歌露兒和瑞秋被校長威爾斯約談，歌露兒被停學。歌露兒跑到垃圾場，發現了一輛需要維修的舊卡車。之後，歌露兒接到了毒販弗蘭克·鮑爾斯的電話。原來，歌露兒的同學德魯欠弗蘭克很大一筆錢，弗蘭克想讓歌露兒去把錢偷來交給他。在德魯的寢室裏，歌露兒偷到錢之後，另一名毒販達蒙找上門來暴力催收，在門外毒打德魯。歌露兒必須選擇是把錢留下來，還是把錢交給達蒙以使德魯不再遭受暴打。當晚，原定出演《暴風雨》的一名同學因爲山火造成的交通擁堵無法按時趕來，歌露兒便代替她與瑞秋演對手戲。演出結束後，歌露兒和瑞秋決計開垃圾場的那輛卡車離開阿卡迪亞灣。兩人先回到瑞秋家收拾行李。瑞秋父母留歌露兒吃晚飯，不料席間發生衝突，兩人驚訝地得知，原來她們在公園裏看到的那個女人，不是別人，正是瑞秋的親生母親。
原來，瑞秋的親生母親名叫塞拉，是一名癮君子，十幾年前便棄瑞秋而去。在公園那天，詹姆斯拒絕了塞拉想與瑞秋見面的請求。雖然詹姆斯不願意，但歌露兒還是發誓要找到塞拉。歌露兒與弗蘭克聯繫，想讓他提供一些資訊。弗蘭克同意在垃圾場見歌露兒。歌露兒在垃圾場等瑞秋的時候，把那輛卡車修好了。弗蘭克和達蒙一道來到了垃圾場，達蒙知道瑞秋是地方檢察官的女兒之後，便用刀將她刺傷。歌露兒慌忙開車把瑞秋送到醫院，所幸瑞秋經過治療後已無大礙。歌露兒在瑞秋的允許下前往她家調查詹姆斯的辦公室，想要找到塞拉的綫索。歌露兒發現詹姆斯一直在與達蒙保持聯繫。歌露兒用詹姆斯的手機給達蒙發短信，發現達蒙綁架了塞拉以向詹姆斯勒索。歌露兒終於知道了塞拉的下落。歌露兒開車到了達蒙的所在，剛想把贖金給他，卻意外地得知詹姆斯想讓達蒙把塞拉殺掉。歌露兒被達蒙擊昏，這時弗蘭克出現，與達蒙大打出手。歌露兒醒來後，塞拉懇求歌露兒不要把詹姆斯做的這一切告訴瑞秋。回到醫院後，歌露兒面臨著一個選擇：是不要讓瑞秋知道的好，還是該把事情的真相告訴瑞秋？
在額外章節「告別」，13歲的麦珂茜·考尔菲德掙扎於是否要告訴歌露兒，她三天內就要舉家搬至西雅圖。正巧在當天傍晚，歌露兒母親回家，她們得知歌露兒父親出車禍身亡。

## 开发
Deck Nine开发了由编剧软件及动画引擎组成的专利软件StoryForge（故事锻造），给发行商史克威尔艾尼克斯留下深刻印象，遂被选为《奇异人生》前传开发商。开发工作于2016年开始，由史克威尔艾尼克斯欧洲协助，采用Unity引擎。前作中为歌露儿·普莱斯做动态捕捉的瑞安娜·德弗里斯（Rhianna DeVries）在本作中回归，并为歌露儿配音，原作配音演员阿什莉·伯奇则出任编剧顾问。在2016–17年游戏配音演员罢工潮影响下，伯奇未再度为歌露儿配音。工潮结束后，伯奇和前作麦珂茜·考尔菲德（Max Caulfield）的配音汉娜·特尔（Hannah Telle）回归。2017年2月，据瑞秋·安布尔（当时代号叫蕾贝卡）的配音演员凯莉·布朗（Kylie Brown）透露，游戏在选角阶段有许多暂定名称。配乐由英国独立民谣乐队女兒樂團作词作曲，13条曲目于2017年9月1日由玻璃笔记唱片发行。乐队从剧本及概念图中汲取灵感，用不同乐器展现主角各种心情，钢琴代表孤独，电吉他代表叛逆，层次分明的人声代表友情。编剧团队研究大量回忆录及心理学著作，了解歌露儿的悲伤历程。领先编剧扎克·加里斯（Zak Garriss）利用自己参与制作电视剧《犯罪心理：超越边界》的经验，参考电视界打造编剧室模式，最终打造出长达1500页的剧本。附加章节剧本从结局开始撰写，再根据内容打造内容。

## 发行
游戏正式公开前，网上就有暗示《奇异人生》前传正在开发的图片流传。史克威尔艾尼克斯于6月11日在2017年电子娱乐展上公布《奇异人生：风暴前夕》，三章内容于8月31日起登陆Microsoft Windows、PlayStation 4和Xbox One平台。第一章发布时，官方发布题为“公开信”的（Open Letter）的宣传视频，几个人在镜头前读出写给好朋友的公开信。史克威尔艾尼克斯代表每段带有主题标签#YourFriendMe（你是我的好朋友）的视频，向非营利心理健康慈善团体杰德基金会捐赠5美元。豪华版收录以麦珂茜·考尔菲德为主角额外章节《告别》、三条衣服及混音带模式（Mixtape Mode），其中混音带模式允许玩家利用游戏的原声带构建播放列表。额外章节于2018年3月6日随实体限定版和黑胶版发行。限定版附画册及原声带CD，黑胶版附原声带的黑胶唱片，同时预购用户可以获得限定版附送的歌露儿及瑞秋手办，外加《奇异人生》第一章下载代码。日文配音版于2018年6月7日登陆Microsoft Windows、PlayStation 4和Xbox One平台。Feral Interactive开发的MacOS和Linux移植版于2018年9月13日发布。Deck Nine移植的Android和iOS版于9月19日发布。
|                    |                |  |  |
| 第一章：觉醒       | 2017年8月31日  |  |  |
|                    |                |  |  |
| 第二章：勇敢新世界 | 2017年10月19日 |  |  |
|                    |                |  |  |
| 第三章：地狱已空   | 2017年12月20日 |  |  |
|                    |                |  |  |
| 彩蛋章节：告别     | 2018年3月6日   |  |  |

## 评价
| 游戏               | Metacritic                             |
| ------------------ | -------------------------------------- |
| 全集               | (PC) 77/100 (PS4) 77/100 (XONE) 82/100 |
| 第一章：觉醒       | (PC) 80/100 (PS4) 78/100 (XONE) 79/100 |
| 第二章：勇敢新世界 | (PC) 76/100 (PS4) 79/100 (XONE) 76/100 |
| 第三章：地獄已空   | (PC) 75/100 (PS4) 77/100 (XONE) 81/100 |
| 彩蛋章節：告别     | (PS4) 80/100                           |

据Metacritic显示，游戏收获普遍好评，其中角色、主题、剧情获赞，剧情漏洞、主要人物关系及收尾阶段玩家选择的影响遭到批评。《第一章：觉醒》中歌露儿·普莱斯和瑞秋·安布尔的角色开发获得大量好评。《Hardcore Gamer》的杰瑞米·皮尔斯（Jeremy Peeples）认为歌露儿的举止“讨喜”，性格描绘得层次分明。《GamesRadar》的山姆·洛夫里奇（Sam Loveridge）认为瑞秋的对白更加“接地气”，角色显得更为真实。《地铁报 (英国)》认为歌露儿在游戏早期和前作一样好斗，有点烦人，但在经历丧父之痛后变得真相。《Game Informer》的金伯利·华莱士（Kimberly Wallace）认为年轻版的歌露儿“天真、容易受伤”，值得同情。然而，评论人认为两位主角的关系发展速度“非比寻常”。皮尔斯和洛夫里奇喜欢“嘴炮”（Backtalk）玩法，《地铁报》和华莱士就不太在乎。
《第二章：勇敢新世界》被认为比第一章要好，或者可以说是整个系列最出彩的一章。《地铁报》赞赏玩家选择对角色发展产生深远影响，Shacknews的奥兹·梅加（Ozzie Meija）欣赏歌露儿的“真正成长”与“热血精神”形成鲜明对比。《Game Informer》的乔·朱巴（Joe Juba）认为不断理解角色是玩家一直玩这款游戏的最大动力，但和华莱士一样抱怨游戏强行让歌露儿和瑞秋成为朋友。Destructoid专栏作家布雷特·马克多斯基（Brett Makedonski）认为角色故事的诠释起到了“很大的作用”。评论多数提到戏剧《暴风雨》的表演场景，《地铁报》认为这一段是他们的最爱，梅加觉得这是《暴风前夕》最欢乐的戏份，朱巴认为这是玩家过去所做选择形成的高潮。《地铁报》批评剧本“不平整”，不认同角色配音。梅加认为结局“有点拖沓”，可以取消，但对“嘴炮”系统印象深刻。
《地铁报》和皮尔斯认同《第三章：地狱已空》是全季感情展现最为强烈的一章。评论人纷纷表扬剧本真实，华莱士认为剧本展现了配角的新一面，但马克多斯基批评戏份不够的配角竟然成为大反派。《地铁报》发现对白和配音有点不一致，皮尔斯认为演员表现出“令人难以置信的默契”。华莱士认为歌露儿和瑞秋的“温柔时刻”是本章最出彩的地方，马克多斯基认为两位主角的挣扎、相互逃避及牺牲带来了非常大的投资。评论人普遍认同游戏结局的方式。
至于《告别》章节，评论人认为这一章面向游戏玩家而设，给本季留下精彩的结尾，忧郁但是感情丰富。评论人认为这一章长度很短，对没有玩过前作的玩家不起作用。原版配音人马的回归也被提到。玩家选择被批无关紧要，剧情被指容易猜透。

### 奖项
2017年电子娱乐展结束后，游戏入选GamesRadar+电子娱乐展最佳游戏奖，获提名《Hardcore Gamer》最佳冒险游戏奖。游戏还获得Gamescom2017年大奖最佳拟真游戏及最佳家庭游戏提名、2017年游戏大奖最具影响力游戏提名及2017年金摇杆奖最佳音效及最佳表演（凯莉·布朗）提名，获得《Game Informer》2017年年度冒险游戏奖最佳原声带及最动人时刻奖（歌露儿与瑞秋在学校表演《暴风雨》）及2017年读者选择奖的最佳冒险游戏奖。游戏名列《Eurogamer》2017年50佳游戏榜单第16位。
游戏获提名音乐监督工会奖最佳电子游戏音乐监督 、2018年西南偏南游戏奖马修·克伦普文化创新奖、2018年情感游戏奖最具情感游戏及第14届英国游戏学院奖最具现实意义游戏。在2018年NAVGTR奖上，游戏赢得最佳歌曲选集奖，获“最佳冒险系列游戏”及“最佳戏剧剧本”提名。在意大利电子游戏奖上，游戏获提名最具现实意义游戏。在2018年威比奖上，游戏赢得人民票选奖最佳编剧奖及公共服务与行动主义奖，获最佳策略/模拟游戏提名。在2018年游戏影响力大奖上，游戏赢得年度游戏奖及最具影响力奖，获最佳玩法提名。在2018年艾弗·诺韦洛奖上，游戏获提名最佳游戏原创配乐。